# 桐谷奈緒
桐谷奈緒（日语：桐谷なお，1996年6月12日—），日本AV女優。所屬事務所是マインズ。
2017年11月以現役教師的身分成為MOODYZ的專屬女優並在AV界出道。
2019年7月宣布從AV界畢業，2020年2月11日於Twitter上宣布重新開始活動。

## 雜誌
- 週刊大衆ヴィーナス 2018年5月4日號（2018年4月4日、雙葉社）

## 外部連結
- 桐谷奈緒的X（前Twitter）（2017年10月2日 - ）